# Рябий Артем Владиславович
Артем Владиславович Рябий (нар. 4 серпня 2001, Чернівці, Україна) — український футболіст, півзахисник футбольного клубу «Вікторія». Брат-близнюк футболіста Дениса.

## Життєпис

### Ігрова кар'єра
Вихованець футбольної школи «Буковина» (Чернівці). У чемпіонаті України (ДЮФЛ) виступав за чернівецьку «Буковину» — 70 матчів, 1 гол. З вересня 2018 року виступав за юнацький (U-19) склад «Буковини» у всеукраїнській лізі юніорів — 20 матчів, 3 голи. У 2019 році грав за команду Чернівецької області УСК «Довбуш».
Весною 2020 року підписав контракт із головною командою, за яку дебютував 29 серпня того ж року в матчі кубка України проти «Ужгорода». А вже 6 вересня вперше зіграв у чемпіонаті України (друга ліга) в матчі проти «Діназа», загалом в друголіговій першості провів 25 поєдинків.
В першій українській лізі дебютував 22 жовтня 2022 року в матчі проти того ж «Діназа», Артем вийшов на поле на останніх хвилинах матчу. Впродовж сезону взяв участь у 14 офіційних матчах. 8 жовтня 2023 року Артем провів 50-й офіційний матч у «футболці» чернівецької «Буковини».
По завершенню 2023/24 сезону за обопільною згодою сторін залишив команду, за чотири сезони у складі «жовто-чорних» Артем зіграв за рідний клуб у 55 офіційних матчах (із них 27 у першоліговій першості) в усіх турнірах.
У липні 2024 року підписав контракт з першоліговим клубом із Сумщини: «Вікторія». Дебютував за нову команду 12 серпня того ж року в матчі кубка України проти ФК «Чернігів», а першим голом за «Вікторію» і в цілому в дорослому професійному футболі відзначився 17 серпня 2024 року на 53-й хвилині переможного (3:1) виїзного поєдинку 2-го туру групи «Б» Першої ліги України проти запорізького «Металургу».

## Статистика
Станом на 20 травня 2025 року
| Сезон     | Команда               | Чемпіонат  | Чемпіонат | Чемпіонат | Кубок | Кубок | Кубок |
| Сезон     | Команда               | Змаг.      | Матчі     | Голи      | Змаг. | Матчі | Голи  |
| --------- | --------------------- | ---------- | --------- | --------- | ----- | ----- | ----- |
| 2020—2021 | «Буковина» (Чернівці) | Друга ліга | 19        | 0         | КУ    | 1     | 0     |
| 2021—2022 | «Буковина» (Чернівці) | Друга ліга | 6         | 0         | КУ    | 1     | 0     |
| 2022—2023 | «Буковина» (Чернівці) | Перша ліга | 14        | 0         | —     | —     | —     |
| 2023—2024 | «Буковина» (Чернівці) | Перша ліга | 13        | 0         | КУ    | 1     | 0     |
| 2024—2025 | «Вікторія» (Суми)     | Перша ліга | 20        | 1         | КУ    | 3     | 1     |